# Glogovac (ort i Kroatien, Koprivnica-Križevcis län)
Glogovac är en ort i Kroatien.   Den ligger i länet Koprivnica-Križevcis län, i den nordöstra delen av landet, 80 km öster om huvudstaden Zagreb. Glogovac ligger 153 meter över havet och antalet invånare är 919.
Terrängen runt Glogovac är platt. Runt Glogovac är det ganska glesbefolkat, med 42 invånare per kvadratkilometer. Närmaste större samhälle är Koprivnica, 6,4 km nordväst om Glogovac. Trakten runt Glogovac består till största delen av jordbruksmark.